# Éri István-díj
Az Éri István-díjat 2014-ben Éri István emlékére, születésének 85. évfordulójára hozta létre a Pulszky Társaság – Magyar Múzeumi Egyesület. A díjat a Társaság azon tagjainak adományozza, akik hosszabb távon, kiemelkedő tevékenységet folytatnak a társaság szakmai, érdekképviseleti és/vagy szervezési munkája terén. Ezzel is hozzájárulva és gyarapítva a magyar múzeumügy fejlődését és fejlesztését. A díjjal járó emlékplakett és oklevél átadására az éves közgyűlésen kerül sor.
Az Éri István-díjat első alkalommal 2016-ban adták ki, akkor Matskási István, a Társaság korábbi elnöke, a Magyar Természettudományi Múzeum volt főigazgatója kapta. 2017-ben a díjat Zomborka Mártának, a Társaság egyik alapítójának és elnökségi tagjának ítélte oda a Társaság. 2018-ban Vásárhelyi Tamás elnökségi tag kapta az elismerést.

## Díjazottak
- 2016: Matskási István
- 2017: Zomborka Márta
- 2018: Vásárhelyi Tamás
- 2019: Bodó Sándor
- 2020: Káldy Mária
- 2021: Deme Péter, Kurta Mihály
- 2022: Kiss Imre
- 2023: Dr. Kriston-Vízi József